# Emblème de la Corée du Sud

Emblème de la Corée du Sud

L'emblème de la Corée du Sud (taegeuk) est composé du symbole du yin et yang rouge et bleu qui figure également sur le drapeau national. Dans ce blason, il est entouré de cinq pétales et d'une ceinture azur portant l'inscription « république de Corée » (Daehan Minguk), en caractères hangeul.

## Histoire
L'emblème est adopté en 1963.

## Composition et signification
Le terme « taegeuk » se décompose en tae (hangeul : 태), la joie et geuk (hangeul : 극), l'éternité. 
Le taegeuk est composé en son centre d'un symbole calqué sur le yin et yang chinois, avec une partie bleue (hangeul : 음 ; RR : Eum) représentant le féminin et une partie rouge (hangeul : 양 ; RR : Yang) représentant le masculin. Ces deux parties peuvent aussi figurer l'opposition nuit/jour, froid/chaleur, etc. La sphère bleue et rouge, aussi appelée « sphère de l’infini », symbolise l'harmonie et la complémentarité. Elle est aussi présente sur le drapeau sud-coréen.
Le yin et le yang reposent sur une fleur beige à cinq pétales, fleur d'hibiscus de Syrie, qui est symbole de la Corée du Sud. Bryan Reynolds Myers la décrit comme portant une signification « purement raciale ».
Une ceinture azur portant l'inscription « république de Corée » (Daehan Minguk), en caractères hangeul, entoure le tout.

## Galerie

Emblème de la république de Corée (1948-1963)
Emblème de la république de Corée (1963-1984)
Emblème de la république de Corée (1984-1997)
Emblème de la république de Corée (1997-2016)
Sceau du président de la république de Corée